# Brachycaudus umbelliferarum
Brachycaudus umbelliferarum är en insektsart. Brachycaudus umbelliferarum ingår i släktet Brachycaudus och familjen långrörsbladlöss. Inga underarter finns listade i Catalogue of Life.